# Кастелеоне (Кремона)
Кастелеоне (итал. Castelleone) је насеље у Италији у округу Кремона, региону Ломбардија.
Према процени из 2011. у насељу је живело 8198 становника. Насеље се налази на надморској висини од 58 м.

## Становништво
| 1936. | 1951. | 1961. | 1971. | 1981. | 1991. | 2001. | 2011. |
| ----- | ----- | ----- | ----- | ----- | ----- | ----- | ----- |
| 8.711 | 8.821 | 7.818 | 7.952 | 8.458 | 8.755 | 8.934 | 9.506 |